# Burlinsky (huyện)
Huyện Burlinsky (tiếng Nga: ? райо́н) là một huyện hành chính tự quản (raion), của Vùng Altai, Nga. Huyện có diện tích 2766 km². Trung tâm của huyện đóng ở Burla.